# Đại dịch COVID-19 tại Djibouti
Bài viết này ghi lại các tác động của Đại dịch COVID-19 tại Djibouti và có thể không bao gồm tất cả các phản ứng và biện pháp hiện thời.

## Timeline
Vào ngày 18 tháng 3, trường hợp đầu tiên ở Djibouti đã được xác nhận.
Tính đến ngày 31 tháng 12 năm 2022, Djibouti ghi nhận 15,690 trường hợp nhiễm COVID-19 và 189 trường hợp tử vong.